# Vitaly Janelt
Vitaly Janelt (* 10. Mai 1998 in Hamburg) ist ein deutscher Fußballspieler. Der defensive Mittelfeldspieler wurde überwiegend beim Hamburger SV ausgebildet und steht seit Oktober 2020 beim FC Brentford unter Vertrag. Seit März 2025 besitzt er auch die Staatsbürgerschaft Bosnien und Herzegowinas.

## Karriere

### Verein
Janelt wurde in Hamburg geboren und wuchs nördlich der Hansestadt im nahe gelegenen Bargfeld-Stegen auf. Er begann beim Bargfelder SV und dem SSC Hagen Ahrensburg mit dem Fußballspielen, ehe er 2010 in das Nachwuchsleistungszentrum des Hamburger SV wechselte. Dort spielte er zuletzt in der Saison 2013/14 mit den B1-Junioren (U17) in der B-Junioren-Bundesliga. Zur Saison 2014/15 wechselte Janelt zur U17 von RB Leipzig. Unter dem Cheftrainer Achim Beierlorzer steuerte er 21 Einsätze (alle von Beginn) und drei Tore zum Gewinn der Meisterschaft in der Staffel Nord/Nordost bei. In der Endrunde um die gesamtdeutsche Meisterschaft scheiterte er mit seiner Mannschaft jedoch im Halbfinale an Borussia Dortmund. In den Spielzeiten 2015/16 und 2016/17 spielte Janelt mit den A-Junioren (U19) in der A-Junioren-Bundesliga. Zudem kam er von Juli bis September 2016 zu sechs Einsätzen für die zweite Mannschaft in der viertklassigen Regionalliga Nordost.
Anfang Januar 2017 wechselte er auf Leihbasis zum VfL Bochum und absolvierte dort in der Rückrunde noch sieben Spiele in der 2. Bundesliga. Zudem wurde er 8-mal (ein Tor) bei der U19, für die er in dieser Spielzeit letztmals spielberechtigt war, in der A-Junioren-Bundesliga eingesetzt. In der Saison 2017/18 kam er in 13 Zweitligaspielen zum Einsatz. Zur Saison 2018/19 erwarb der VfL Bochum die Transferrechte an Janelt und stattete ihn mit einem Vertrag mit einer Laufzeit bis zum 30. Juni 2021 aus. Im Januar 2020 vertrat Janelt während eines Spiels gegen Arminia Bielefeld den etatmäßigen Torhüter Manuel Riemann, nachdem dieser nach einer gelb-roten Karte vom Platz gestellt worden war, da das Wechselkontingent bereits ausgeschöpft war. Janelt kassierte das 0:2.
Im Oktober 2020 wechselte Janelt kurz vor Ende des infolge der COVID-19-Pandemie verlängerten Transferfensters zum englischen Verein FC Brentford, der zu der Zeit in der EFL Championship, der zweithöchsten englischen Liga, spielte. Unter Cheftrainer Thomas Frank wurde er Stammspieler und kam in der Saison 2020/21 auf 41 Ligaeinsätze (36-mal von Beginn), in denen er drei Tore erzielte. Er wurde mit seiner Mannschaft Dritter und stieg über die Play-offs, bei denen er in allen drei Spielen in der Startelf stand und beim 3:1-Sieg im Halbfinalrückspiel gegen den AFC Bournemouth ein Tor erzielte, in die Premier League auf. Im April 2022 wurde sein Vertrag vorzeitig bis 2026 verlängert. Über weite Strecken der Saison 2021/22 hatte Janelt als zentraler oder als defensiver Mittelfeldspieler auch in der Premier League einen Stammplatz inne. Der FC Brentford stand in der ganzen Saison kein einziges Mal auf einem Abstiegsplatz und belegte zum Saisonende den 13. Rang.

### Nationalmannschaft
Janelt durchlief die Nachwuchsmannschaften des DFB. Mit der U21-Nationalmannschaft nahm er an der U21-Europameisterschaft 2021 teil. Dabei wurde er vom Cheftrainer Stefan Kuntz 4-mal eingewechselt und wurde U21-Europameister.

## Erfolge
Im Verein
- Aufstieg in die Premier League: 2021
- Meister der B-Junioren-Bundesliga Nord/Nordost: 2015

In der Nationalmannschaft
- U21-Europameister: 2021